# Municipio de Zapotitlán de Vadillo
El municipio de Zapotitlán de Vadillo es un municipio de la Región Sur del estado de Jalisco, México. Su cabecera es la localidad de Zapotitlán de Vadillo.

## Ubicación
Zapotitlán de Vadillo está situado en el centro sur del estado; sus coordenadas extremas son de los 19°25′0″ a los 19°37′50″ de latitud norte y de los 103°36′50″ a los 103°53′55″ de longitud oeste, con una altitud de 1,500 metros sobre el nivel del mar.
El municipio de colinda al norte con los municipios de Tolimán y San Gabriel; al este con el municipio de Tuxpan y el estado de Colima; al sur con el estado de Colima y el municipio de Tolimán; al oeste con el municipio de Tolimán.

## Hidrografía
Sus recursos hidrológicos son proporcionados por los ríos: Armería, que sirve de lindero entre Tolimán y el estado de Colima; Alseseca, La Bueyada, La Barranca del Muerto y Lumbre; por los arroyos: El Guacal de Plátano, Los Ganchos y La Cruz; por la Laguna María; por los manantiales: El Carrizal, El Canelo, Canollitas, El Pando, Grande y El Melaque.

## Clima
El clima es semiseco, con invierno y primavera secos y semicálidos, sin cambio térmico invernal bien definido. La temperatura media anual es de 17.5 °C, con máxima de 33.1 °C y mínima de 16.7 °C. El régimen de lluvias se registra en los meses de julio y agosto, contando cona una precipitación media de 675.6 milímetos. El promedio anual de días con heladas es de 1.3. Los vientos dominantes son en dirección del sur.

## Flora y fauna
Su vegetación se compone básicamente de pino y cedro en las partes más altas; más abajo hay encino y roble, y en las partes más bajas hay huizache, palo dulce, nopal, granjeno, guamúchil, órganos.
El venado, el coyote, el conejo, el tlacuache y la ardilla habitan esta región.

## Demografía

### Localidades
En el censo de 2020 el municipio de Zapotitlán de Vadillo contaba con 40 localidades.
| Código INEGI      | Localidad             | Población (2020) |
| ----------------- | --------------------- | ---------------- |
| 141220001         | Zapotitlán de Vadillo | 4 214            |
| Otras localidades | Otras localidades     | 3 252            |
| Total municipal   | Total municipal       | 7 466            |

## Economía
Ganadería. Se cría ganado bovino, caprino y porcino. Además de aves y colmenas.
Agricultura. Destacan el maíz, calabaza, maguey y frijol.
Comercio. Predominan los establecimientos dedicados a la venta de productos de primera necesidad y los comercios mixtos que venden artículos diversos.
Servicios. Se prestan servicios técnicos, comunales, sociales, personales y de mantenimiento.
Explotación forestal. Se explota pino, fresno, encino y oyamel.

## Turismo
Artesanías
- Elaboración de huaraches.
- Costura tipo deshilado.
- Cartonería.
- Hojalatería y varas de pastorelas.
- Cerámica.
- Tejidos de otate, palma y bambú.
- Artículos de piedra esculpida.

Jardines
- Río de Alsececa.

Parques y reservas
- Parque Nacional Nevado y Volcán de Colima.
- Sito arqueológico "Antiguo Zapotitlán/ cerritos".
- Sitio arqueológico "loma del Camichin".
- Petroglifos del espinal.
- Sitio arqueológico "Piedra del Sacrificio".
- Sierra del Manantlán, cerro grande.
- Cerro Chino.
- Volcán de Colima.
- Sitios y monumentos.
- Cabañas en el Nevado de Colima.
- Parque El Cristo.

## Fiestas
Fiestas religiosas
- Fiesta patronal en honor de Santa María Magdalena. 22 de julio.
- Fiesta en honor de la Virgen de Guadalupe. Del 1 al 14 de enero.
- Feria municipal "La fiesta de las fiestas" del 29 de diciembre al 12 de enero.
- Fiesta patronal en honor a San José del Carmen,  del 10 al 19 de marzo.

## Gobierno
La forma de gobierno es democrática. El presidente municipal y el resto de los cabildantes de mayoría relativa, así como los de representación proporcional, son elegidos cada tres años por sufragio libre y universal de los ciudadanos mayores de 18 años de edad en pleno ejercicio de sus derechos políticos.

### Presidentes municipales
| Presidente municipal          | Período               | Partido político | Notas                                                   |
| Benjamín E. Mora              | 1901                  |                  |                                                         |
| tomas ortega                  | 1902                  |                  |                                                         |
| Anacleto Álvarez              | 1903                  |                  |                                                         |
| J. Benjamín Navarro           | 1904                  |                  |                                                         |
| J. Jesús Sahagún              | 1905                  |                  |                                                         |
| Francisco Paulino             | 1906–1908             |                  |                                                         |
| Francisco Álvarez             | 1909                  |                  |                                                         |
| Dionisio Aranda               | 1910                  |                  |                                                         |
| Ladislao Magaña               | 1911                  |                  |                                                         |
| Marciano Álvarez              | 1912                  |                  |                                                         |
| Francisco Corona              | 1913–1916             |                  |                                                         |
| Francisco Bejarano            | 1917                  |                  |                                                         |
| Melesio de la Cruz            | 1918–1920             |                  |                                                         |
| N/D                           | 1921–1928             |                  |                                                         |
| Salvador Velasco              | 1929–1930             | PNR              |                                                         |
| J. Trinidad Nieves            | 1931                  | PNR              |                                                         |
| J. Concepción Badillo         | 1932                  | PNR              |                                                         |
| Amado Ortega M.               | 1933–1935             | PNR              |                                                         |
| J. Jesús R. Villa             | 1935–1939             | PNR              |                                                         |
| Ramón Nava Ruiz               | 1940–1942             | PRM              |                                                         |
| Ramón Cárdenas Cárdenas       | 1943–1946             | PRM              |                                                         |
| Ramón Nava Ruiz               | 1947–1949             | PRI              |                                                         |
| Alfonso Michel Corona         | 1950–1952             | PRI              |                                                         |
| Alfredo Velasco Navarro       | 01-01-1953–31-12-1955 | PRI              |                                                         |
| Rafael Zepeda Martínez        | 01-01-1956–31-12-1958 | PRI              |                                                         |
| Ramón Nava Ruiz               | 01-01-1959–31-12-1961 | PRI              |                                                         |
| Ángel Villalvazo Navarro      | 01-01-1962–31-12-1964 | PRI              |                                                         |
| Pablo Rodríguez Alejándrez    | 01-01-1965–31-12-1967 | PRI              |                                                         |
| Alfredo Velasco Navarro       | 01-01-1968–31-12-1970 | PRI              |                                                         |
| Ángel Villalvazo Navarro      | 01-01-1971–31-12-1973 | PRI              |                                                         |
| Antonio Corona Jiménez        | 01-01-1974–31-12-1976 | PRI              |                                                         |
| J. Refugio de la Cruz López   | 01-01-1977–31-12-1979 | PRI              |                                                         |
| José de León María            | 01-01-1980–31-12-1982 | PRI              |                                                         |
| Pascual Peña Nava             | 01-01-1983–31-12-1985 | PRI              |                                                         |
| Enrique Nava Vadillo          | 01-01-1986–31-12-1988 | PRI              |                                                         |
| José Solano Villalvazo        | 1989–1992             | PRI              |                                                         |
| Sergio Bejarano Dávalos       | 1992–1995             | PRI              |                                                         |
| Adolfo Velasco de la Cruz     | 1995–1997             | PRI              |                                                         |
| Alfonso Arias Velasco         | 01-01-1998–31-12-2000 | PRI              |                                                         |
| Rogelio González Álvarez      | 01-01-2001–31-12-2003 | PRI              |                                                         |
| Rogelio Nava Magaña           | 01-01-2004–31-12-2006 | PAN              |                                                         |
| Alfonso Arias Velasco         | 01-01-2007–31-12-2009 | PRI              |                                                         |
| Mario Gálvez Barreto          | 01-01-2010–30-09-2012 | PAN              |                                                         |
| José María Velasco de la Cruz | 01-10-2012–30-09-2015 | PRI PVEM         | Coalición "Compromiso por Jalisco"                      |
| Alfonso Arias Velasco         | 01-10-2015–30-09-2018 | PRI              |                                                         |
| Ma. Guadalupe Díaz Blanco     | 01-10-2018–05-03-2021 | PAN PRD MC       | Pidió licencia para buscar la reelección, que no obtuvo |
| Rubén García Mejía            | 06-03-2021–2021       | PAN PRD MC       | Interino                                                |
| Ma. Guadalupe Díaz Blanco     | 2021–30-09-2021       | PAN PRD MC       | Reasumió, para concluir su trienio                      |
| José Cruz Arias Reyes         | 01-10-2021–           | PRI              |                                                         |